# Höhlturmhöhle
Die Höhlturmhöhle (auch Höllturmhöhle genannt, Katasternummer 1869/7) ist eine Höhle bei Wöllersdorf im südlichen Niederösterreich. Mit 180 m Länge und 28 m Höhenunterschied (+12 m, −16 m) gehört sie gemeinsam mit der Hohlur und der Steinklopferhöhle zu den größten Höhlen des Mandling-Waxeneckgebietes.

## Lage
Die Höhlturmhöhle liegt in den Gutensteiner Alpen am Rand des Wiener Beckens am Eingang des Piestingtales am Südhang des Berges Auf dem Hart auf 355 m Seehöhe. Durch die Nähe zum Ort Wöllersdorf ist sie eine der wenigen Höhlen, die leicht und schnell erreichbar sind. Von der Kirche in Wöllersdorf gelangt man über die „Schafschere“ genannte Gasse aufwärts, bis rechts der „Höhlturmweg“ abzweigt, der steil bergauf, vorbei an den letzten Häusern des Ortes, zum Vorplatz der Höhle mit dem sogenannten Höhlturm führt. Vom Vorplatz aus hat man schon ein wenig Aussicht über Wöllersdorf.

## Höhlturm

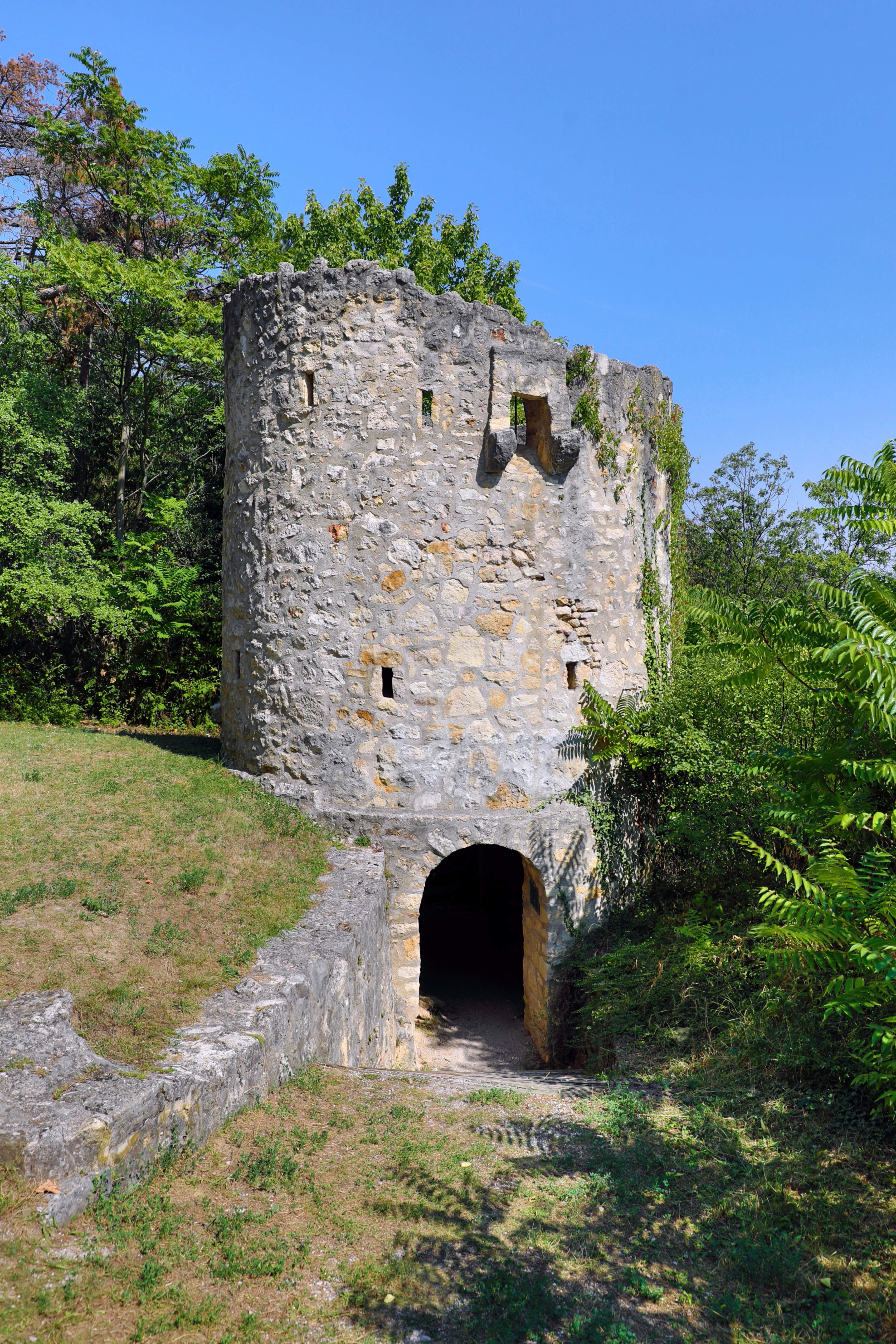
Ruine Höhlturm

### Geschichte
Der Höhlturm (in alten Beschreibungen auch Höllenthurm) wurde in der zweiten Hälfte des 15. Jahrhunderts erbaut. Er war in Befestigungsanlagen einbezogen, da die Höhle in Kriegs- und Notzeiten als Zufluchtsort für die Bevölkerung diente. Der Verbindungsgang zwischen dem heutigen Höhleneingang und dem Höhlturm dürfte in den 1840er-Jahren im Zuge von Steinbrucharbeiten zerstört worden sein. Damit wurden auch die heutigen Eingänge geschaffen. Zudem wurde auch die Höhle selbst verändert. Sie dürfte vor allem weitläufiger gewesen sein. Der Höhlturm wurde 1994 renoviert und präsentiert sich seitdem in seinem heutigen Erscheinungsbild.

### Der Höhlturm heute
Die Ruine Höhlturm ist der Rest einer ehemaligen Befestigungsanlage. Er kann durch zwei einander gegenüberliegende Eingänge betreten werden. Über eine gewendelte hölzerne Stiege gelangt man zur obersten Etage des Turms, von der man einen schönen Panoramablick über Wöllersdorf hat. Am Boden des Turms befindet sich ein vergitterter Schacht mit 2,5 m Tiefe. Obwohl er heutzutage keinerlei Verbindung mit der Höhlturmhöhle mehr hat, kann in früheren Zeiten ein Verbindungsgang bestanden haben. Alten Sagen zufolge soll der Höhlturm nämlich über oder neben dem Höhleneingang erbaut worden sein.

## Höhlenbeschreibung

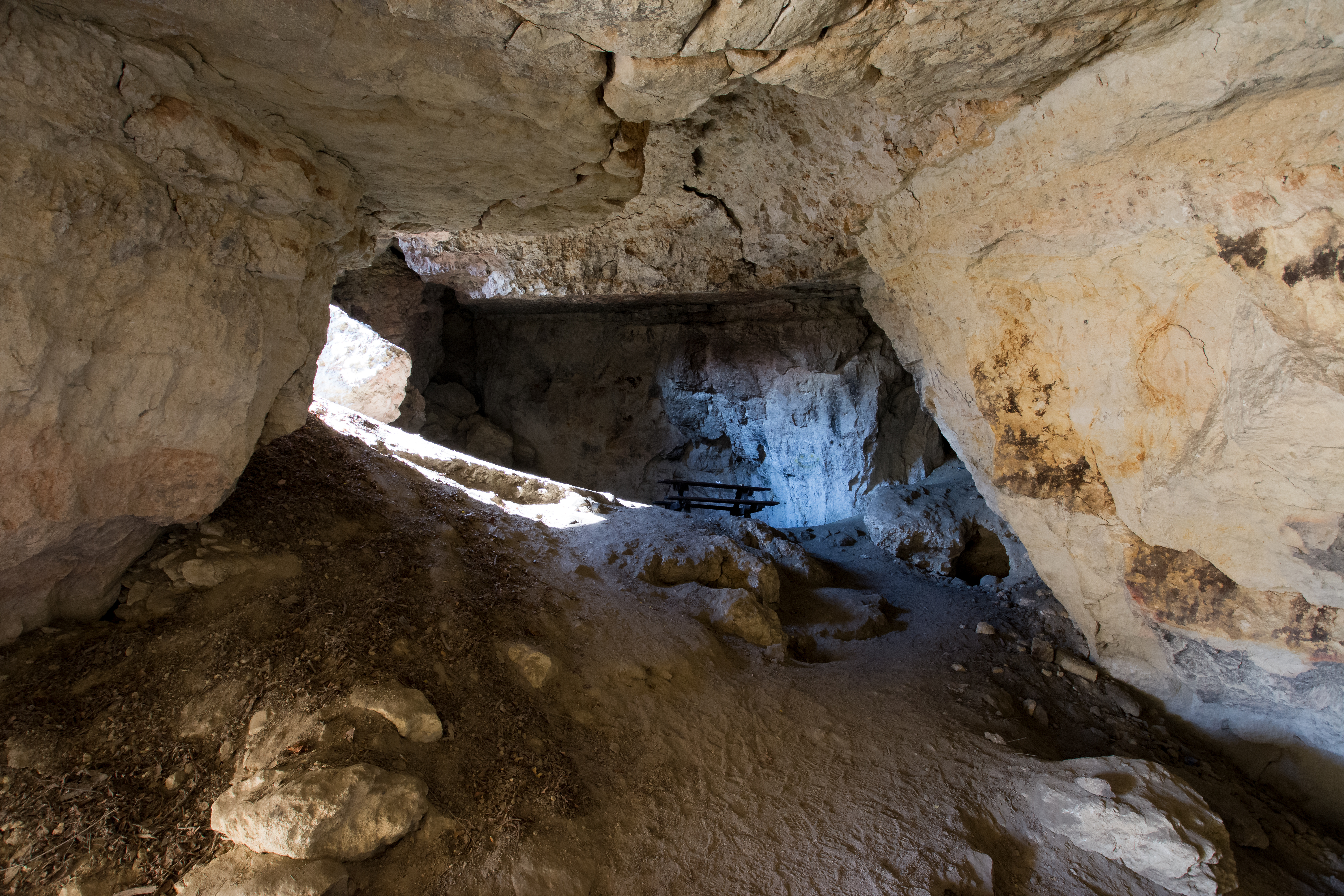
Die Wände und Decken geben der Höhle ihr charakteristisches Erscheinungsbild

Die Höhle ist gegliedert in den westlichen, oberen, großräumigen Teil und in den östlichen, unteren, engen Teil. Die Gesamtganglänge betrug früher 98 m, nach einer Neuvermessung am 11. April und 16. Mai 2010 von H. und W. Hartmann, A. Xaver und Ch. Schwabl konnte diese (unter Berücksichtigung von engen Seitengängen) auf 180 m erhöht werden. Die Höhle befindet sich in Leithakalk nahe der Alpenrandstörung (Leobersdorfer Bruch).

### Westlicher Teil
Der westliche Teil hat eine Länge von 98 m und weist einen Höhenunterschied von 14 m (+12 m, −2 m) auf.  
Zwei Eingänge (a, b) führen in einen großen Raum, an dessen Rückwand ein Rundgang um zwei Pfeiler anschließt. Der hinterste Punkt dieser Höhle ist 30 m vom Eingang entfernt. Die Raumhöhe beträgt großteils 3 m. Der (teilweise schräge) Boden ist durchgehend von Sand bedeckt. Es ist sehr staubig in der Höhle. An den Wänden sind knapp unterhalb der Decke herausgemeißelte Löcher zu erkennen, die von ehemaligen Deckenbalken stammen. Durch tektonische Bewegungen wurden diese Löcher zueinander so verschoben, dass heute keine Balken mehr hineinpassen würden.

### Östlicher Teil

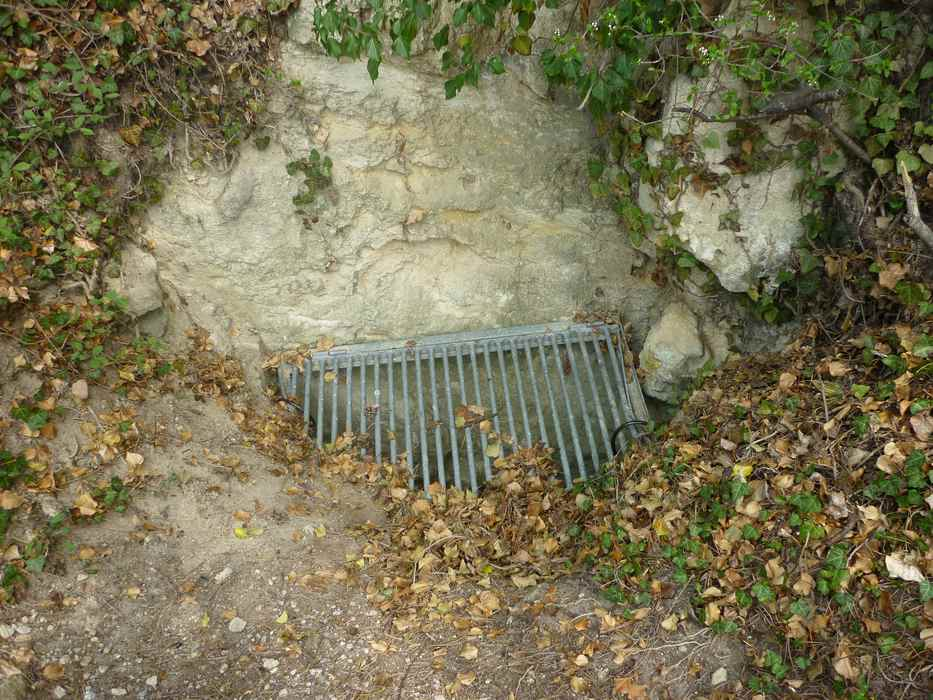
Der Einstiegsschacht in den östlichen Höhlenteil

Der östliche Teil hat eine Länge von 82 m und einen Höhenunterschied von −15 m. Ursprünglich waren beide Höhlenteile miteinander verbunden. Etwa 5 m östlich des Haupteinganges (a) liegt am Fuß einer Felswand im Gebüsch der schachtartige Eingang (c) in den östlichen Höhlenteil, der 1956 wieder freigelegt wurde. Dieser ist mit einem halbkreisförmigen Gitter verschlossen und daher nicht zugänglich. Der Schacht ist 3 m tief. Am Grund des Schachtes schließt ein immer enger werdender, abwärtsführender Schluf an, der an der engsten Stelle nur wenige Zentimeter Breite erreicht. Hat man dieses Hindernis überwunden, gelangt man in den 10 × 8 × 2,5 m großen Tanzsaal, an dessen Decke herausgemeißelte Rundbögen zu erkennen sind. Von hier zweigen engräumige, teils labyrinthartige Seitenstrecken ab; die längste, nach Osten führende, ist 12 m lang. Von einer südlich des Tanzsaales gelegenen Seitenstrecke wurde 1974 ein weiterer Eingang (d) freigelegt, der jedoch wieder zugeschüttet ist. Grabungen in der Höhle, vor allem im Tanzsaal, erbrachten Funde hauptsächlich in Form von reichem keramischem Material (15. – 20. Jahrhundert). Eine Tonscherbe aus dem 12. Jahrhundert stellt den ältesten Fund dar.

## Höhlensagen
Man berichtet von Zusammenkünften in Zeiten des Luthertums, von einem Fund von steinernen Särgen und Teilen von Rüstungen und dass es einen Verbindungsgang zur Burgruine Starhemberg gäbe. Ritter Traiskirchner soll einen Schatz in der Höhle verborgen haben. Es wird weiters erzählt, dass ein armer Bettelritter die Höhle bewohnte und den Bewohnern der Umgebung in Kriegszeiten Unterschlupf und Schutz gewährte, und dass die Höhle eine Behausung für Waldweiber sei. Außerdem soll man in der Höhle Wasserrauschen hören.

„So romantisch das Umherklettern in den weiten Gewölben, bey der matten Beleuchtung durch die rothen Fackeln und bey dem Drang irgend etwas noch merkwürdigeres zu entdecken, mir wie allen war, so athmete ich doch leichter, als ich wieder an der freyen Luft stand. … Die Sage läßt den Thurm früher von Waldweibern bewahrt gewesen seyn, die das Klatschen der Hirten mit ihren Peitschen vertrieben habe. Andere behaupten, der unterirdische Gang habe einst wohl eine Stunde weit, durch den Wald bis nach Starhemberg geführt und wieder vorwärts bis zur Piesting. Dem sey, wie ihm wolle, und obwohl wir vieles von dem, was uns früher war erzählt worden, hier nicht fanden, bleibt doch die Höhle außerst merkwürdig, und einer genaueren Untersuchung werth.“